# Рыжий мазама
Рыжий мазама (лат. Mazama rufina) — один из видов мазам, обитающий в лесах Южной Америки.

## Этимология
Mazame — это индейское слово, используемое для обозначения любого оленя. Лат. Rufus — «красный, красный» и суффикс лат. Inus обозначает принадлежность, видовое название связано с интенсивным рыжим цветом меха.

## Среда обитания
Обитает и Колумбии, Эквадоре и Перу.
Проживает в горных лесах и парамо на высоте 1500—3500 м над уровнем моря.

## Внешний вид и строение
Длина головы и тела: 775—985 мм, длина хвоста: 78—93 мм, длина стоп: 260 мм, длина ушей: 83—94 мм, высота в плечах: 450, вес: 8—14 кг.
Это небольшой олень. Шерсть окрашена в яркий кофейно-коричневый цвет. Голова и конечности от тёмно-коричневого до чёрного цвета. Самцы имеют два коротких неразветвлённых рога.
Зубная формула: I 0/3, C 0/1, P 3/3, M 3/3 = 32 зуба.

## Стиль жизни
Ведут одиночный образ жизни, бывают активны в любое время суток. Это относительно оседлый вид, который питается листьями, травами побегами и фруктами в подлеске. Испражняется в определённых местах и посещают природные солончаки. Избегают открытых пространств.